# World Cup (Männer-Handball) 2004
Der World Cup 2004 war die zehnte Austragung des World Cups im Handball der Männer. Aus Sponsoringgründen trug er den Namen Statoil World Cup. Das Turnier mit acht teilnehmenden Nationalmannschaften fand vom 16. bis 21. November 2004 in Schweden statt. Das Finale wurde im Scandinavium in Göteborg ausgetragen.

## Modus
In zwei Vorrundengruppen spielten je vier Teams im Modus Jeder-gegen-jeden. Die Erst- und Zweitplatzierten spielten über Kreuz in den Halbfinals die Teilnehmer für das Finale sowie das Spiel um Platz 3 aus. Die Dritt- und Viertplatzierten der Vorrunde spielten über Kreuz die Teilnehmer der Spiele um die Plätze 5/6 und um die Plätze 7/8 aus.
Die Spielzeit der Vorrundenspiele betrug 2 mal 30 Minuten. Alle anderen Spiele gingen bei Gleichstand nach 60 Minuten in die Verlängerung über 2 mal 5 Minuten. Bei erneutem Gleichstand folgten weitere 2 mal 5 Minuten. Sollte es zu keiner Entscheidung gekommen sein, ging es ins Siebenmeterwerfen.
Maximal 18 Spieler durften ins Aufgebot berufen werden, von denen 14 pro Spiel nominiert wurden.

## Vorrunde

### Gruppe A
| Pl. | Land      | Sp. | S | U | N | Tore    | Diff. | Punkte |
| --- | --------- | --- | - | - | - | ------- | ----- | ------ |
| 1.  | Schweden  | 3   | 2 | 1 | 0 | 086:820 | +4    | 5      |
| 2.  | Dänemark  | 3   | 2 | 0 | 1 | 093:790 | +14   | 4      |
| 3.  | Slowenien | 3   | 1 | 1 | 1 | 090:960 | −6    | 3      |
| 4.  | Kroatien  | 3   | 0 | 0 | 3 | 075:870 | −12   | 0      |

| 16. November 2004 | Dänemark                            | 29:23  | Kroatien | Hovet, Stockholm Zuschauer: 4428 Schiedsrichter: ? |
| 16. November 2004 | meiste Tore: Michael V. Knudsen (8) | (15:7) |          | Hovet, Stockholm Zuschauer: 4428 Schiedsrichter: ? |
| 16. November 2004 | haandbold.dk                        |        |          | Hovet, Stockholm Zuschauer: 4428 Schiedsrichter: ? |

| 16. November 2004 | Schweden                                       | 31:31   | Slowenien                        | Hovet, Stockholm Zuschauer: 5052 Schiedsrichter: Mads Hansen, Martin Gjeding |
| 16. November 2004 | meiste Tore: Marcus Ahlm, Jonas Larholm (je 6) | (14:17) | meiste Tore: Siarhei Rutenka (9) | Hovet, Stockholm Zuschauer: 5052 Schiedsrichter: Mads Hansen, Martin Gjeding |
| 16. November 2004 | handboll.capmind.se                            |         |                                  | Hovet, Stockholm Zuschauer: 5052 Schiedsrichter: Mads Hansen, Martin Gjeding |

| 17. November 2004 | Dänemark                        | 37:26   | Slowenien | Kinnarps Arena, Jönköping Zuschauer: 3373 Schiedsrichter: ? |
| 17. November 2004 | meiste Tore: Søren Stryger (10) | (16:14) |           | Kinnarps Arena, Jönköping Zuschauer: 3373 Schiedsrichter: ? |
| 17. November 2004 | haandbold.dk                    |         |           | Kinnarps Arena, Jönköping Zuschauer: 3373 Schiedsrichter: ? |

| 17. November 2004 | Schweden                       | 25:24   | Kroatien                       | Kinnarps Arena, Jönköping Zuschauer: ? Schiedsrichter: Aleksandr Ljudovik, Valentyn Valuka |
| 17. November 2004 | meiste Tore: Jonas Larholm (7) | (12:13) | meiste Tore: Mirza Džomba (10) | Kinnarps Arena, Jönköping Zuschauer: ? Schiedsrichter: Aleksandr Ljudovik, Valentyn Valuka |
| 17. November 2004 | handboll.capmind.se            |         |                                | Kinnarps Arena, Jönköping Zuschauer: ? Schiedsrichter: Aleksandr Ljudovik, Valentyn Valuka |

| 18. November 2004 | Slowenien | 33:28 | Kroatien | Kinnarps Arena, Jönköping Zuschauer: ? Schiedsrichter: ? |
| 18. November 2004 |           |       |          | Kinnarps Arena, Jönköping Zuschauer: ? Schiedsrichter: ? |
| 18. November 2004 |           |       |          | Kinnarps Arena, Jönköping Zuschauer: ? Schiedsrichter: ? |

| 18. November 2004 | Schweden                       | 30:27   | Dänemark                           | Kinnarps Arena, Jönköping Zuschauer: 4387 Schiedsrichter: Feliksas Gedvilas, Artūras Malašinskas |
| 18. November 2004 | meiste Tore: Jonas Larholm (9) | (16:11) | meiste Tore: Lars Christiansen (8) | Kinnarps Arena, Jönköping Zuschauer: 4387 Schiedsrichter: Feliksas Gedvilas, Artūras Malašinskas |
| 18. November 2004 | handboll.capmind.se            |         |                                    | Kinnarps Arena, Jönköping Zuschauer: 4387 Schiedsrichter: Feliksas Gedvilas, Artūras Malašinskas |

### Gruppe B
| Pl. | Land        | Sp. | S | U | N | Tore    | Diff. | Punkte |
| --- | ----------- | --- | - | - | - | ------- | ----- | ------ |
| 1.  | Frankreich  | 3   | 3 | 0 | 0 | 092:730 | +19   | 6      |
| 2.  | Deutschland | 3   | 2 | 0 | 1 | 080:850 | −5    | 4      |
| 3.  | Island      | 3   | 1 | 0 | 2 | 090:960 | −6    | 2      |
| 4.  | Ungarn      | 3   | 0 | 0 | 3 | 081:890 | −8    | 0      |

| 16. November 2004 | Deutschland                      | 29:28   | Island                             | Maserhallen, Borlänge Zuschauer: 750 Schiedsrichter: Peter Hansson, Peter Olsson |
| 16. November 2004 | meiste Tore: Holger Glandorf (7) | (15:13) | meiste Tore: Róbert Gunnarsson (7) | Maserhallen, Borlänge Zuschauer: 750 Schiedsrichter: Peter Hansson, Peter Olsson |
| 16. November 2004 | thw-handball.de                  |         |                                    | Maserhallen, Borlänge Zuschauer: 750 Schiedsrichter: Peter Hansson, Peter Olsson |

| 16. November 2004 | Frankreich | 26:23 | Ungarn | Maserhallen, Borlänge Zuschauer: ? Schiedsrichter: ? |
| 16. November 2004 | (13:11)    |       |        | Maserhallen, Borlänge Zuschauer: ? Schiedsrichter: ? |
| 16. November 2004 |            |       |        | Maserhallen, Borlänge Zuschauer: ? Schiedsrichter: ? |

| 17. November 2004 | Deutschland                      | 30:29   | Ungarn                          | Ludvika Zuschauer: 500 Schiedsrichter: Maths Nilsson, Patrick Hakansson |
| 17. November 2004 | meiste Tore: Holger Glandorf (8) | (20:11) | meiste Tore: Balázs Laluska (8) | Ludvika Zuschauer: 500 Schiedsrichter: Maths Nilsson, Patrick Hakansson |
| 17. November 2004 | thw-handball.de                  |         |                                 | Ludvika Zuschauer: 500 Schiedsrichter: Maths Nilsson, Patrick Hakansson |

| 17. November 2004 | Frankreich                         | 38:29   | Island                             | Ludvika Zuschauer: ? Schiedsrichter: ? |
| 17. November 2004 | meiste Tore: Christophe Kempé (10) | (19:13) | meiste Tore: Róbert Gunnarsson (7) | Ludvika Zuschauer: ? Schiedsrichter: ? |
| 17. November 2004 | Morgunblaðið                       |         |                                    | Ludvika Zuschauer: ? Schiedsrichter: ? |

| 18. November 2004 | Island                              | 33:29   | Ungarn                        | Maserhallen, Borlänge Zuschauer: 1000 Schiedsrichter: Magnus Wennström, Göran Jonsson |
| 18. November 2004 | meiste Tore: Róbert Gunnarsson (11) | (18:12) | meiste Tore: Csaba Tombor (6) | Maserhallen, Borlänge Zuschauer: 1000 Schiedsrichter: Magnus Wennström, Göran Jonsson |
| 18. November 2004 | Morgunblaðið                        |         |                               | Maserhallen, Borlänge Zuschauer: 1000 Schiedsrichter: Magnus Wennström, Göran Jonsson |

| 18. November 2004 | Frankreich                  | 28:21   | Deutschland                      | Maserhallen, Borlänge Zuschauer: 750 Schiedsrichter: Nilsson, Hakansson |
| 18. November 2004 | meiste Tore: Joël Abati (6) | (13:14) | meiste Tore: Tobias Schröder (5) | Maserhallen, Borlänge Zuschauer: 750 Schiedsrichter: Nilsson, Hakansson |
| 18. November 2004 | thw-handball.de             |         |                                  | Maserhallen, Borlänge Zuschauer: 750 Schiedsrichter: Nilsson, Hakansson |

## Platzierungsspiele

### Zwischenrunde
| 20. November 2004 | Slowenien                    | 30:24   | Ungarn                                         | Scandinavium, Göteborg Zuschauer: ? Schiedsrichter: ? |
| 20. November 2004 | meiste Tore: Luka Žvižej (8) | (18:11) | meiste Tore: Ferenc Ilyés, Csaba Tombor (je 4) | Scandinavium, Göteborg Zuschauer: ? Schiedsrichter: ? |
| 20. November 2004 | Morgunblaðið                 |         |                                                | Scandinavium, Göteborg Zuschauer: ? Schiedsrichter: ? |

| 20. November 2004 | Island                             | 31:30   | Kroatien                                   | Scandinavium, Göteborg Zuschauer: 2209 Schiedsrichter: Nilsson, Hakansson |
| 20. November 2004 | meiste Tore: Róbert Gunnarsson (6) | (16:18) | meiste Tore: Igor Kos, Mirza Džomba (je 5) | Scandinavium, Göteborg Zuschauer: 2209 Schiedsrichter: Nilsson, Hakansson |
| 20. November 2004 | Morgunblaðið                       |         |                                            | Scandinavium, Göteborg Zuschauer: 2209 Schiedsrichter: Nilsson, Hakansson |

### Halbfinals
| 20. November 2004 | Schweden                       | 27:23   | Deutschland                                           | Scandinavium, Göteborg Zuschauer: 5960 Schiedsrichter: Hansen, Gjeding |
| 20. November 2004 | meiste Tore: Jonas Larholm (6) | (13:11) | meiste Tore: Sebastian Preiß, Florian Kehrmann (je 5) | Scandinavium, Göteborg Zuschauer: 5960 Schiedsrichter: Hansen, Gjeding |
| 20. November 2004 | handboll.capmind.se            |         |                                                       | Scandinavium, Göteborg Zuschauer: 5960 Schiedsrichter: Hansen, Gjeding |

| 20. November 2004 | Dänemark                           | 26:25   | Frankreich                                    | Scandinavium, Göteborg Zuschauer: 2068 Schiedsrichter: ? |
| 20. November 2004 | meiste Tore: Lars Christiansen (8) | (11:13) | meiste Tore: Fernandez, Narcisse, Dole (je 4) | Scandinavium, Göteborg Zuschauer: 2068 Schiedsrichter: ? |
| 20. November 2004 | haandbold.dk                       |         |                                               | Scandinavium, Göteborg Zuschauer: 2068 Schiedsrichter: ? |

### Spiel um Platz 7
| 21. November 2004 | Ungarn                     | 28:26 | Kroatien                      | Scandinavium, Göteborg Zuschauer: ? Schiedsrichter: ? |
| 21. November 2004 | meiste Tore: Gyula Gál (7) | (9:9) | meiste Tore: Mirza Džomba (8) | Scandinavium, Göteborg Zuschauer: ? Schiedsrichter: ? |
| 21. November 2004 | Morgunblaðið               |       |                               | Scandinavium, Göteborg Zuschauer: ? Schiedsrichter: ? |

### Spiel um Platz 5
| 21. November 2004 | Island                              | 39:34   | Slowenien                                      | Scandinavium, Göteborg Zuschauer: 776 Schiedsrichter: Hansson, Olsson |
| 21. November 2004 | meiste Tore: Róbert Gunnarsson (14) | (18:18) | meiste Tore: Matjaž Brumen, Uroš Zorman (je 7) | Scandinavium, Göteborg Zuschauer: 776 Schiedsrichter: Hansson, Olsson |
| 21. November 2004 | Morgunblaðið                        |         |                                                | Scandinavium, Göteborg Zuschauer: 776 Schiedsrichter: Hansson, Olsson |

### Spiel um Platz 3
| 21. November 2004 | Frankreich                       | 34:27   | Deutschland                                           | Scandinavium, Göteborg Zuschauer: 3000 Schiedsrichter: Nilsson, Hakansson |
| 21. November 2004 | meiste Tore: Michaël Guigou (11) | (16:14) | meiste Tore: Michael Hegemann, Tobias Schröder (je 6) | Scandinavium, Göteborg Zuschauer: 3000 Schiedsrichter: Nilsson, Hakansson |
| 21. November 2004 | thw-handball.de                  |         |                                                       | Scandinavium, Göteborg Zuschauer: 3000 Schiedsrichter: Nilsson, Hakansson |

### Spiel um Platz 1
| 21. November 2004 | Schweden                                        | 27:23   | Dänemark                           | Scandinavium, Göteborg Zuschauer: 7482 Schiedsrichter: Ljudovik, Vakula |
| 21. November 2004 | meiste Tore: Boquist, Arrhenius, Seifert (je 5) | (14:11) | meiste Tore: Lars Christiansen (6) | Scandinavium, Göteborg Zuschauer: 7482 Schiedsrichter: Ljudovik, Vakula |
| 21. November 2004 | handboll.capmind.se                             |         |                                    | Scandinavium, Göteborg Zuschauer: 7482 Schiedsrichter: Ljudovik, Vakula |

## Abschlussplatzierungen
| Schweden | Dänemark | Frankreich |
| Tomas Svensson Fredrik Ohlander Mattias Andersson Martin Boquist Pelle Linders Robert Arrhenius Kim Andersson Jonas Källman Mathias Franzén Johan Petersson Magnus Lindén Fredrik Lindahl Kristian Svensson Marcus Ahlm Sebastian Seifert Jonas Larholm Ljubomir Vranjes | Kasper Hvidt Morten Bjerre Lars Troels Jørgensen Kristian Gjessing Lars Christiansen Joachim Boldsen Anders Eggert Peter Henriksen Torsten Laen Claus Møller Jakobsen Søren Stryger Hans Lindberg Lars Møller Madsen Lars Krogh Jeppesen Kasper Nielsen Michael V. Knudsen | Yohann Ploquin Daouda Karaboué Thierry Omeyer Jérôme Fernandez Didier Dinart Cédric Burdet Daniel Narcisse Olivier Girault Christophe Kempé Franck Junillon Joël Abati Michaël Guigou Frédéric Dole Sébastien Bosquet Guillaume Gille (mglw. unvollständig) |
| Ingemar Linnéll (Trainer) | Torben Winther (Trainer) | Claude Onesta (Trainer) |

- 4. Platz:  Deutschland

Kader: Johannes Bitter, Carsten Lichtlein, Frank von Behren, Christoph Theuerkauf, Yves Grafenhorst, Holger Glandorf, Sebastian Preiß, Jens Tiedtke, Jan Henrik Behrends, Michael Hegemann, Lars Kaufmann, Tobias Schröder, Heiko Grimm, Daniel Stephan, Florian Kehrmann, Christian Sprenger. Trainer: Heiner Brand
- 5. Platz:  Island

Kader: Birkir Ívar Guðmundsson, Roland Eradze, Einar Örn Jónsson, Guðjón Valur Sigurðsson, Logi Geirsson, Róbert Gunnarsson, Vignir Svavarsson, Þórir Ólafsson, Ásgeir Örn Hallgrímsson, Dagur Sigurðsson, Jaliesky García, Einar Hólmgeirsson, Markús Máni Michaelsson Maute, Snorri Guðjónsson, Ingimundur Ingimundarson, Hreiðar Guðmundsson, Arnór Atlason. Trainer: Viggó Sigurðsson
- 6. Platz:  Slowenien

Kader: Dusan Podpecan, Marko Oštir, Ognjen Backovič, Matjaž Brumen, Zoran Jovičič, Vid Kavtičnik, Jure Natek, Gorazd Škof, Tomaž Tomšič, Siarhei Rutenka, Dragan Gajič, Beno Lapajne, Boštjan Ficko, Uroš Zorman, Matjaž Mlakar, Luka Žvižej. Trainer: Slavko Ivezič
- 7. Platz:  Ungarn

Kader: (mglw. unvollständig), Nándor Fazekas, Roland Mikler, Ferenc Ilyés, Tamás Iváncsik, Gyula Gál, Gergő Iváncsik, Csaba Tombor, Tamás Frey, Gábor Herbert, Attila Vadkerti, Máté Józsa, Balázs Laluska, István Bakos, Dávid Katzirz. Trainer: László Skaliczki
- 8. Platz:  Kroatien

Kader: (mglw. unvollständig), Venio Losert, Vlado Šola, Ivano Balić, Igor Kos, Vedran Zrnić, Josip Čale, Mario Bjeliš, Davor Dominiković, Mirza Džomba, Zoran Jeftić, Krezo Ivanković, Goran Šprem, Petar Metličić, Alen Blažević. Trainer: Ivica Udovičić